# Le Voyage du Docteur Dolittle
Pour les articles homonymes, voir Docteur Dolittle (homonymie).
Pour plus de détails, voir Fiche technique et Distribution.
Le Voyage du Docteur Dolittle (Dolittle) est une comédie fantastique réalisée par Stephen Gaghan, sortie en 2020.
Il s'agit d'une nouvelle adaptation des romans Docteur Dolittle de Hugh Lofting, après L'Extravagant Docteur Dolittle de Richard Fleischer et Docteur Dolittle et ses nombreuses suites avec respectivement Rex Harrison et Eddie Murphy dans la peau du docteur Dolittle capable de communiquer avec les animaux.

## Synopsis
Après la perte de son épouse Lily, sept ans plus tôt, l'excentrique John Dolittle, célèbre médecin et vétérinaire gallois de l'Angleterre de la Reine Victoria s'isole derrière les murs de son manoir, avec pour seule compagnie ses animaux exotiques.
Mais quand la jeune Reine tombe gravement malade, Dr Dolittle, d'abord réticent, se voit forcé de lever les voiles vers une île mythique dans une épique aventure à la recherche d'un remède à la maladie. Alors qu'il rencontre d'anciens rivaux et découvre d'étranges créatures, ce périple va l'amener à retrouver son brillant esprit et son courage.
Au cours de sa quête, le Dr Dolittle est rejoint par un jeune apprenti et une joyeuse troupe d'amis animaux, dont un gorille anxieux, un canard enthousiaste mais têtu, un duo chamailleur entre une autruche et un ours polaire, et enfin un perroquet entêté, le plus fiable conseiller et confident de Dolittle.

## Fiche technique
Sauf indication contraire, les informations mentionnées dans cette section peuvent être confirmées par les bases de données cinématographiques IMDb et Allociné,  présentes dans la section « Liens externes ».
- Titre original et québécois : Dolittle[1]
- Titre français : Le Voyage du Docteur Dolittle
- Réalisation : Stephen Gaghan
- Scénario : Stephen Gaghan, Dan Gregor et Doug Mand, sur une idée de Thomas Shepherd, d'après les romans Docteur Dolittle de Hugh Lofting
- Musique : Danny Elfman
  - Musiques additionnelles : Chris Bacon
- Direction artistique : Ravi Bansal, Will Coubrough, Peter Dorme, Matt Gray, Jourdan Henderson, Paul Laugier, Oliver Roberts, Matt Sims, Gary Tomkins, Tom Weaving, Tom Whitehead et Loic Zimmermann
- Décors : Dominic Watkins
- Costumes : Jenny Beavan
- Photographie : Guillermo Navarro
- Son : Daniel Laurie, Frank A. Montaño, Chris Munro, Al Nelson, Jon Taylor
- Montage : Craig Alpert et Chris Lebenzon
- Production : Susan Downey, Jeff Kirschenbaum et Joe Roth
  - Production déléguée : Sarah Bradshaw, Robert Downey Jr., Jonathan Liebesman et Zachary Roth
  - Production associée : Rachel Korn
  - Coproduction : William M. Connor
- Sociétés de production :
  - États-Unis : Roth/Kirschenbaum Films et Team Downey, présenté par Universal Pictures
  - Chine : Perfect World Pictures
  - Japon : présenté en association avec Dentsu
- Sociétés de distribution : Universal Pictures (États-Unis) ; Toho-Towa (Japon) ; Universal Pictures International (France / Royaume-Uni / Belgique) ; Universal Pictures Canada (Canada)
- Budget : 175 millions de $[2],[3]
- Pays de production :  États-Unis,  Royaume-Uni,  Chine,  Japon
- Langues originales : anglais, français
- Format : couleur - Redcode RAW - 1,85:1 (Panavision) - son Dolby Digital / Dolby Atmos
- Genre : comédie, fantastique, aventure
- Durée : 101 minutes
- Dates de sortie[4] :
  - États-Unis, Québec : 17 janvier 2020[1]
  - Belgique : 29 janvier 2020[5]
  - France, Suisse romande : 5 février 2020[6],[7]
  - Royaume-Uni : 7 février 2020
  - Japon : 19 juin 2020
  - Chine : 24 juillet 2020
- Classification :
  - États-Unis : des scènes peuvent heurter les enfants - accord parental souhaitable (PG - Parental Guidance Suggested)[N 1]
  - Royaume-Uni : pour un public de 8 ans et plus - accord parental souhaitable (PG - Parental Guidance)
  - Chine : pas de système
  - Japon : tous publics - pas de restriction d'âge (Eirin - G)
  - France : tous publics (conseillé à partir de 6 ans)[6],[8]
  - Belgique : tous publics (Alle Leeftijden)[5]
  - Suisse romande : interdit aux moins de 6 ans[9]

## Distribution
- Robert Downey Jr. (VF : Bernard Gabay ; VQ : Daniel Picard) : Dr John Dolittle[10],[11]
- Harry Collett (VF : Timothé Vom Dorp ; VQ : Philippe Vanasse-Paquet) : Tommy Stubbins
- Antonio Banderas (VF : Boris Rehlinger ; VQ : Manuel Tadros) : Rassouli
- Michael Sheen (VF : Stéphane Ronchewski ; VQ : François Sasseville) : Dr Blair Mudfly
- Jim Broadbent[12] (VF : Jean-Claude Donda) : Lord Thomas Badgley
- Jessie Buckley (VF : Julie Turin) : la Reine Victoria
- Carmel Laniado (VF : Garance Pauwels ; VQ : Geneviève Bédard) : Lady Rose
- Ralph Ineson : Arnall Stubbins
- Joanna Page : Bethan Stubbins
- Sonny Ashbourne Serkis : Arnall Stubbins Jr.
- Kasia Smutniak (VF : Noémie Orphelin) : Lily Dolittle
- Elliot Barnes-Worrell : le capitaine William Derrick

Et les voix de
- Emma Thompson (VF : Frédérique Tirmont ; VQ : Élise Bertrand) : Polynesia le perroquet
- Rami Malek (VF : Donald Reignoux ; VQ : Xavier Dolan) : Chee-Chee le gorille
- John Cena (VF : David Krüger ; VQ : Frédérik Zacharek) : Yoshi l'ours polaire
- Kumail Nanjiani (VF : Pierre Tessier ; VQ : Christian Perrault) : Plimpton l'autruche
- Octavia Spencer (VF : Maïk Darah ; VQ : Marie-Andrée Corneille) : Dab-Dab le canard
- Tom Holland[13] (VF : Damien Boisseau) : Jip le chien
- Craig Robinson (VF : Diouc Koma) : Kevin l'écureuil
- Ralph Fiennes (VF : Jean-Pierre Michaël ; VQ : Benoît Rousseau) : Barry le tigre
- Selena Gomez (VF : Céline Monsarrat) : Betsy la girafe
- Marion Cotillard (VF : elle-même) : Tutu la renarde
- Jason Mantzoukas (VF : Emmanuel Curtil ; VQ : Hugolin Chevrette-Landesque) : James la libellule
- Frances de la Tour (VF : Françoise Vallon) : Ginko-Who-Soars la dragonne
- David Sheinkopf (VF : Michel Mella) : Don Carpenterino
- Joseph Balderrama (VF : Patrick Poivey) : le lapin

Version françaiseLes Studios de Saint-Ouen
Direction artistiqueBarbara Tissier ; Adaptation : Linda Bruno ; Enregistrement : Laurent Boudaud ; Montage : Sébastien Lopez ; Mixage : Hamid Naghibi
 Source et légende : version française (VF) sur RS Doublage
 Source et légende : version québécoise (VQ) sur Doublage.qc.ca

## Production
En 2017, Universal Pictures décide de produire une nouvelle adaptation du personnage de Hugh Lofting, dont les deux premiers romans sont tombés dans le domaine public et sont libres de droits, les précédentes adaptations étant de la Fox.
Le film devait initialement sortir en 2019 mais à la suite de projections test médiocres, plusieurs reshoots ont eu lieu, avec l'assistance de Chris McKay et Jonathan Liebesman. Un témoignage anonyme de la production indiqua que Gaghan était inexpérimenté sur ce genre de projet, la production fut chaotique.

## Accueil

### Accueil critique
Le film n'a pas été apprécié de la presse, il obtient une moyenne de 2,2/5 sur Allociné.
20 Minutes n'a pas aimé le film « Le comédien reprend un rôle d’ami des animaux que Rex Harrison et Eddie Murphy ont joué avant lui. Mais le costume du personnage lui va nettement moins bien que celui d’Iron Man. »
L'Obs n'a pas du tout aimé le film « Difficile aussi de retrouver la patte de l'auteur de Syriana dans cette mise en scène pataude en pilotage automatique, où la vedette s'adresse à des animaux en images de synthèse bâclées. Pour les moins de 6 ans exclusivement. »

### Box-office
Le film est cité comme un flop avec une perte de 100 millions $ pour Universal Pictures, qui déjà avait connu un échec le mois précédent avec Cats.
| Pays ou région    | Box-office        | Date d'arrêt du box-office | Nombre de semaines |
| ----------------- | ----------------- | -------------------------- | ------------------ |
| États-Unis Canada | 77 047 065 $      | 19 mars 2020               | 9                  |
| France            | 1 293 055 entrées | 14 mars 2020               | 6                  |
| Total mondial     | 245 461 797 $     | -                          | -                  |

## Distinctions
Source : Internet Movie Database

### Récompenses
2020
- BMI Film and TV Awards : prix BMI pour le cinéma, la télévision et les médias visuels de la meilleure musique de film pour Danny Elfman

2021
- EDA Awards : EDA Special Mention Award de la suite ou remake qui n'aurait pas dû être réalisé
- Kids' Choice Awards : Kids' Choice Award de l'acteur de cinéma préféré pour Robert Downey Jr.
- Razzie Awards : Razzie Award du pire prequel, remake, plagiat ou suite

### Nominations
2020
- People's Choice Awards : star masculine de cinéma de l'année pour Robert Downey Jr.

2021
- Kids' Choice Awards : film préféré
- Costume Designers Guild Awards : meilleurs costumes pour un film de science-fiction ou fantastique pour Jenny Beavan
- Razzie Awards :
  - Pire film
  - Pire réalisateur pour Stephen Gaghan
  - Pire acteur pour Robert Downey Jr.
  - Pire combinaison à l’écran pour Robert Downey Jr. et son accent « gallois » absolument pas convaincant
  - Pire scénario pour Stephen Gaghan, Dan Gregor et Doug Mand
- Set Decorators Society of America : meilleurs décors et direction artistique pour une comédie ou un long métrage musical pour Lee Sandales et Dominic Watkins

## Éditions en vidéo
- En France, le film est sorti en VOD le 26 mai 2020[6], puis en DVD, Blu-ray et 4K Ultra HD le 10 juin 2020[26].
- Au Québec, le film est sorti en VOD le 24 mars 2020, puis en DVD, Blu-ray et 4K Ultra HD le 7 avril 2020[1].